# Joomla!
Joomla! là một hệ quản trị nội dung nguồn mở, được cung cấp miễn phí theo giấy phép GNU. Joomla được phát triển từ Mambo, được viết bằng ngôn ngữ PHP và kết nối tới cơ sở dữ liệu MySQL, cho phép người sử dụng có thể dễ dàng xuất bản các nội dung của họ lên Internet hoặc Intranet.
Joomla! có các đặc tính cơ bản là: bộ đệm trang (page caching) để tăng tốc độ hiển thị, lập chỉ mục, đọc tin RSS (RSS feeds), trang dùng để in, bản tin nhanh, blog, diễn đàn, bình chọn, lịch biểu, tìm kiếm trong site và hỗ trợ đa ngôn ngữ.
Joomla! được phát âm theo tiếng Swahili như là jumla nghĩa là "đồng tâm hiệp lực".
Joomla! được sử dụng ở khắp mọi nơi trên thế giới, từ những website cá nhân cho tới những hệ thống website doanh nghiệp có tính phức tạp cao, cung cấp nhiều dịch vụ và ứng dụng. Joomla! có thể dễ dàng cài đặt, dễ dàng quản lý và có độ tin cậy cao.
Trên 6,000 extensions - phần mở rộng đang có sẵn trên website Joomla , thêm nhiều phần mở rộng khác nữa có sẵn trên các nguồn khác. Đến năm 2021, Joomla được ước tính là CMS - hệ quản trị nội dung được sử dụng nhiều thứ 3 trên Internet, đứng sau WordPress và Shopify .

## Ứng dụng
- Các cổng thông tin điện tử hoặc các website doanh nghiệp
- Thương mại điện tử trực tuyến
- Báo điện tử, tạp chí điện tử
- Website của các doanh nghiệp vừa và nhỏ
- Website của các cơ quan, tổ chức phi chính phủ
- Website các trường học
- Website của gia đình hay cá nhân

## Lịch sử

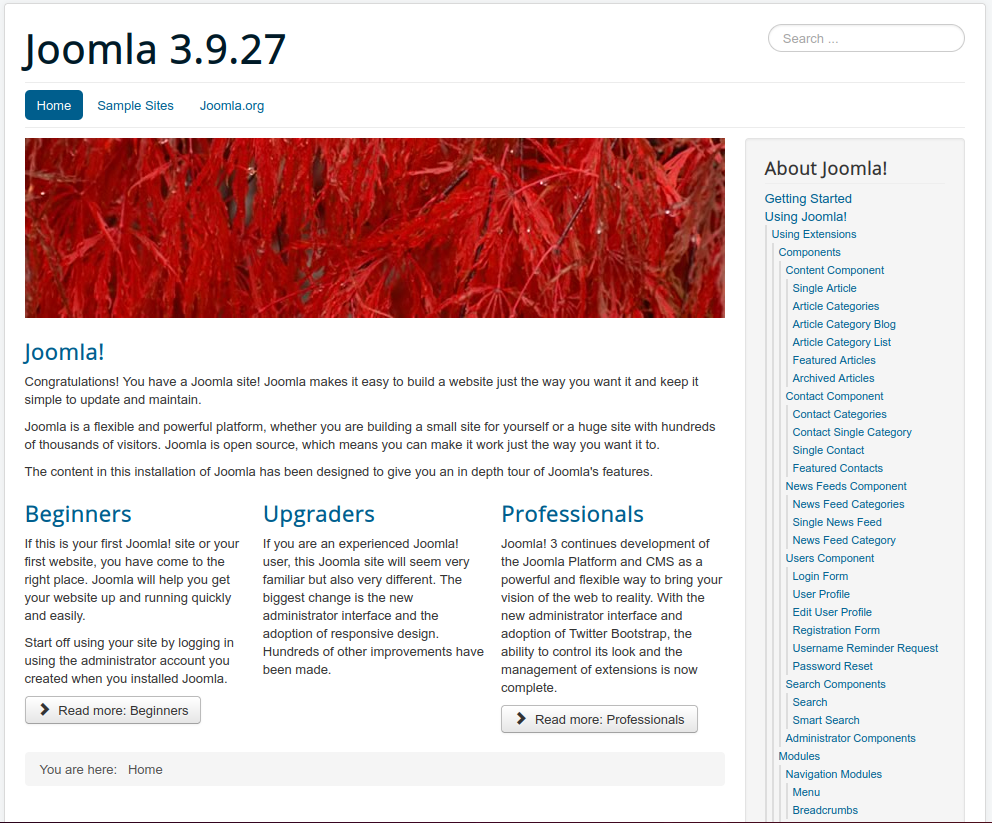
Trang nhà mặc định của Joomla 3.9 với dữ liệu mẫu sau khi cài đặt

Joomla! là "sản phẩm anh em" với Mambo giữa tập đoàn Miro của Úc (hãng đang nắm giữ Mambo), với phần đông những người phát triển nòng cốt.
Ban đầu công ty Miro của Úc (tiếng Anh: Miro Software Solutions) đã phát triển Mambo theo dạng ứng dụng mã nguồn đóng. Đến tháng 4 năm 2001, công ty đã thông qua một chính sách bản quyền kép, nghĩa là phát hành Mambo theo cả giấy phép GPL.
Mọi thứ vẫn tiến triển bình thường cho đến trước khi xảy ra tranh chấp về mặt pháp lý vào năm 2003. Vụ việc dẫn tới ý tưởng Mambo cần phải được bảo vệ bởi một tổ chức phi lợi nhuận. Nhưng những nhà phát triển không hài lòng về cơ cấu của Quỹ tài trợ Mambo. Andrew Eddie, người lãnh đạo nhóm phát triển, trong một lá thư gửi cộng đồng, đã chia sẻ những lo lắng của mình về Quỹ tài trợ Mambo và mối quan hệ của nó tới cộng đồng. Ông viết:
| “ | "...Chúng tôi cho rằng tương lai của Mambo nên được quản lý, điều chỉnh bởi những yêu cầu của người sử dụng và khả năng của những nhà phát triển. Trong khi đó, Quỹ tài trợ Mambo lại được thiết kế nhằm trao quyền điều khiển cho Miro, một thiết kế ngăn cản sự hợp tác giữa Quỹ tài trợ và cộng đồng..." | ” |

Bởi vậy vào ngày 17 tháng 8 năm 2005, toàn bộ đội phát triển nòng cốt của Mambo đã rời khỏi dự án trong khi đang làm việc với phiên bản 4.5.3.
Nhờ sự trợ giúp của Trung tâm Luật Tự do Phần mềm (Software Freedom Law Center - SFLC), 20 thành viên nòng cốt cũ của Mambo đã thành lập một tổ chức phi lợi nhuận khác lấy tên là Open Source Matters, để hỗ trợ về mặt tổ chức, pháp lý và kinh phí cho dự án mã nguồn mở còn chưa được đặt tên của họ. Cùng lúc đó, nhóm phát triển cũng lập một website lấy tên OpenSourceMatters để phân phối thông tin tới những người sử dụng, những người phát triển, những người thiết kế và cộng đồng Joomla nói chung. Người đứng đầu dự án chính là Andrew Eddie, còn được biết đến với tên gọi "Sếp trưởng"
Ngay ngày hôm sau, 1000 người đã gia nhập diễn đàn OpenSourceMatters, hầu hết các bài viết cho diễn đàn đều khuyến khích và đồng tình với hành động của Nhóm Phát triển. Tin trên đã nhanh chóng được đăng tải trên các tạp chí newsforge.com, eweek.com và ZDnet.com.
Trong một thông báo của Eddie 2 tuần sau đó, các nhóm đã được tổ chức lại và cộng đồng Joomla! tiếp tục tăng trưởng. Tới ngày 1 tháng 9 năm 2005 tên mới của dự án đã được thông báo cho khoảng 3000 người theo dõi đội phát triển và đến ngày 16 tháng 9 thì họ cho ra đời Joomla! 1.0.

## Các dòng phiên bản
Hiện Joomla! có 3 dòng phiên bản chính:

### Dòng phiên bản 1.0.X
Phiên bản đầu tiên của Joomla! là phiên bản Joomla! 1.0 (hay còn gọi là Joomla! 1.0.0 được phát hành vào ngày 15 tháng 09 năm 2005) có nguồn gốc từ Mambo 4.5.2.3 (đã bao gồm thêm nhiều bản vá bảo mật và sửa lỗi). Các phiên bản tiếp theo có dạng 1.0.x
Điểm mạnh của Joomla! 1.0.x: Có một số lượng rất lớn các thành phần mở rộng (module/component); thành phần nhúng (mambot); giao diện (template).
Phiên bản cuối cùng của dòng này là: Joomla 1.0.15 (phát hành vào ngày 21 tháng 02 năm 2008)
Đến nay, Joomla đã ngừng hỗ trợ và phát triển dòng phiên bản 1.0.X này.

### Dòng phiên bản 1.5.X
Phiên bản đầu tiên của dòng này (thế hệ thứ 2) là Joomla! 1.5.0 được phát hành vào ngày 21 tháng 1 năm 2008. Phiên bản này bắt đầu hỗ trợ bộ ký tự UTF8. Các phiên bản tiếp theo có dạng 1.5.X
Phiên bản Joomla! 1.5 là phiên bản cải tiến từ Joomla! 1.0.x (phần mã được viết lại hoàn toàn, tuy nhiên vẫn giữ cách hành xử như cũ) được coi như Mambo 4.6. Joomla! 1.5 tiếp tục duy trì một giao diện người sử dụng đơn giản (cái nhìn và cảm nhận - look and feel).
Cả Joomla! 1.5 và Mambo 4.6 đều hỗ trợ đa ngôn ngữ. Joomla! thì sử dụng file định dạng ".ini" để lưu các thông tin chuyển đổi ngôn ngữ, còn Mambo thì sử dụng file định dạng ".gettext". Joomla 1.5 hỗ trợ tất cả các ngôn ngữ có tập ký tự được biểu diễn bằng bảng mã UTF-8.
Joomla! 1.5 cũng bao gồm các đặc tính mới như các mô hình chứng thực (LDAP, Gmail...), hỗ trợ mô hình khách-chủ xml-rpc. Nó cũng hỗ trợ các trình điều khiển cơ sở dữ liệu dành cho MySQL 4.1+ (trên nền PHP 5) và tăng cường hỗ trợ cho MySQL 5, cũng như hỗ trợ các loại cơ sở dữ liệu khác.
Điểm mạnh của Joomla! 1.5: Phần quản trị Website có sử dụng công nghệ Web 2.0, một số tính năng được cải tiến hơn so với Joomla 1.0.x.
Phiên bản mới nhất của dòng này là: Joomla 1.5.26 (phát hành vào ngày 27 tháng 03 năm 2012) đã ngừng phát triển và chỉ đang được hỗ trợ cập nhật các bản vá bảo mật. Bản cài đặt nhanh đã tích hợp tiếng Việt: Joomla! Việt.

### Dòng phiên bản 2.5.x
- Phiên bản đầu tiên của dòng này lại bắt đầu từ phiên bản Joomla 1.6.0 phát hành vào ngày 10 tháng 01 năm 2011. Nhưng chỉ trong vòng 6 tháng với bốn bản cập nhật liên tục tới phiên bản 1.6.4 vào ngày 27 tháng 06 năm 2011.

Phiên bản 1.6.6 phát hành vào ngày 26 tháng 07 năm 2011 đã đánh dấu sự kết thúc của dòng 1.6 và chỉ cập nhật vì lý do bảo mật dành cho các trang web không thể cập nhật lên phiên bản 1.7 vì lý do khách quan.
- Theo đó, phiên bản 1.7.0 nhanh chóng được phát hành vào ngày 19 tháng 07 năm 2011. Đến lượt phiên bản 1.7 lại kết thúc chu kỳ sống ngắn ngủi vào ngày 24 tháng 02 năm 2012 tại phiên bản 1.7.5 và nhường chỗ cho dòng phiên bản 2.5
- Dòng  phiên bản 2.5.0 được phát hành vào ngày 24 tháng 01 năm 2012 hứa hẹn một kỷ nguyên mới của Joomla với các tính năng cực kỳ vượt trội như: tự động cập nhật qua nút bấm trong phần quản trị, hỗ trợ seo mạnh hơn và đặc biệt phân quyền sâu hơn với từng nhóm thành viên.

Phiên bản mới nhất hiện nay của dòng này là 2.5.6 được phát hành vào ngày 19 tháng 06 năm 2012

### Dòng phiên bản 3.x
- Đang ở giai đoạn Joomla 3.0 Alpha - 1 được phát hành vào ngày 12 tháng 07 năm 2012
- Phiên bản Joomla 3.4.1 được phát hành vào ngày 30 tháng 07 năm 2014
- Phiên bản mới nhất Joomla 3.9.27

## Kiến trúc
Joomla! 1.5 gồm có 3 tầng hệ thống. Tầng dưới cùng là mức nền tảng, chứa các thư viện và các plugin (còn được biết với tên gọi mambot). Tầng thứ hai là mức ứng dụng và chứa lớp JApplication. Hiện tại tầng này gồm 3 lớp con: JInstallation, JAdministrator và JSite. Tầng thứ ba là mức mở rộng. Tại tầng này có các thành phần (component), mô đun (module) và giao diện (template) được thực thi và thể hiện.

## Nhóm Nòng cốt
Dự án Joomla! hiện được chèo lái bởi 19 thành viên (ban đầu là 20) của Nhóm Nòng cốt (Core Team) đến từ 11 quốc gia trên thế giới bao gồm: Ric Allinson, Brad Baker, Shayne Bartlett, Levis Bisson, Michelle Bisson, Tim Broeker, David Gal, Rey Gigataras, Wilco Jansen, Johan Janssens, Alex Kempkens, Mateusz Krzeszowiec, Louis Landry, Andy Miller, Sam Moffatt, Peter Russell, Emir Sakic, Marko Schmuck, Antonie de Wilde...
Danh sách 19 thành viên của Nhóm Nòng cốt 

## Giải thưởng
- Tháng 10 năm 2007, Hệ quản trị nội dung mã nguồn mở PHP tốt nhất do Packt Publishing trao tặng.
- Tháng 11 năm 2006, Hệ quản trị nội dung mã nguồn mở tốt nhất[14] do Packt Publishing Lưu trữ ngày 5 tháng 3 năm 2008 tại Wayback Machine công bố
- Tháng 10 năm 2006, Dự án mã nguồn mở/ Linux tốt nhất tại triển lãm LinuxWorld 2006 ở Anh
- Tháng 10 năm 2005, Dự án mã nguồn mở/ Linux tốt nhất tại triển lãm LinuxWorld 2005 ở Anh

## Đối với người sử dụng cuối
Việc cài đặt Joomla! khá dễ dàng và nhanh chóng, thậm chí cả đối với những lập trình viên nghiệp dư. Joomla! có một cộng đồng người sử dụng và phát triển rất lớn và tăng trưởng không ngừng (đến nay đã có khoảng trên 40.000 người). Các thành viên và các lập trình viên rất nhiệt tình và sẵn sàng tư vấn, giúp đỡ khi người sử dụng gặp khó khăn.
Sau khi cài đặt Joomla! và chạy thử, người sử dụng có thể thêm, chỉnh sửa, cập nhật nội dung, hình ảnh; và quản lý dữ liệu của tổ chức, công ty.
Joomla! cung cấp giao diện web trực quan do vậy khá dễ dàng để thêm một nội dung mới hay một mục mới, quản lý các phòng ban, danh mục nghề nghiệp, ảnh các sản phẩm... và tạo không giới hạn số phần, mục, chuyên mục cũng như các nội dung của Website.

## Thị phần CMS - Hệ quản trị nội dung
Biểu đồ sau đây  cho thấy thị phần của Joomla trên thị trường CMS - Hệ quản trị nội dung (so sánh với phần mềm dẫn đầu thị trường WordPress) .

## Xu hướng tìm kiếm trên Google
Biểu đồ sau đây cho thấy xu hướng tìm kiếm về Joomla trên Google theo thời gian.

## Chú giải
1. ↑  "Joomla 5.2.3 Security & Bugfix Release".
2. ↑  "Hệ quản trị nội dung" còn gọi là "hệ thống quản lý nội dung" (ít thông dụng hơn)
3. ↑  Nội dung: Thông tin mô tả trực tiếp hoặc gián tiếp các bài viết, tài liệu, sách, sản phẩm, hình ảnh...
4. ↑  Nguyên văn tiếng Anh: The name Joomla is a phonetic spelling for the Swahili word "Jumla", which means "all together" or "as a whole".
5. ↑  "Joomla extensions directory".
6. 1 2  "Market share yearly trends for content management systems".
7. ↑  "Mambo". Bản gốc lưu trữ ngày 29 tháng 9 năm 2007. Truy cập ngày 13 tháng 2 năm 2015.
8. ↑  Nguyên văn tiếng Anh: "MasterChief"
9. ↑  Ban đầu được gọi là Joomla! 1.1, tuy nhiên sau đó do nhận thấy phần lõi gần như được viết lại toàn bộ nên nhóm phát triển quyết định đặt cho phiên bản thế hệ tiếp theo là Joomla! 1.5
10. ↑  Mô hình clien-server
11. ↑  Joomla 1.5.26
12. ↑  "Joomla! Việt 1.5.26". Bản gốc lưu trữ ngày 8 tháng 6 năm 2012. Truy cập ngày 12 tháng 6 năm 2012.
13. ↑  http://www.joomla.org/content/blogcategory/43/85/ 19 thành viên của Nhóm Nòng cốt
14. ↑  5 CMS đề cử: Drupal, e107, Joomla!, Plone, Xoops. Kết quả: Joomla!- $5.000, Drupal - $3.000, Plone - $2.000
15. ↑  "Xu hướng tìm kiếm Joomla trên Google Search".[liên kết hỏng]